# 科斯塔·赫塔古罗夫

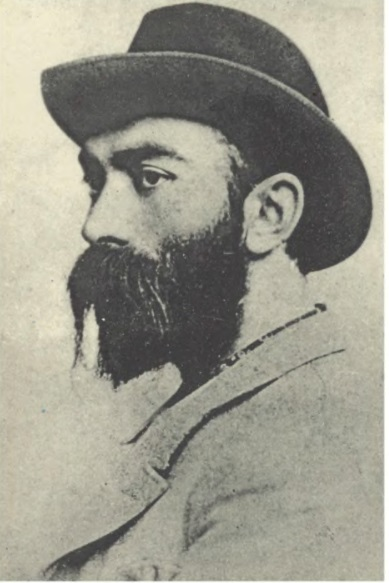
科斯塔·赫塔古罗夫

科斯塔·赫塔古罗夫 （羅馬化：Xetægkaty Lewany fyrt Khosta，1859年10月15日—1906年4月1日）是奥塞梯人以及詩人。 
科斯塔·赫塔古罗夫生于現今的北奥塞梯-阿兰共和国阿拉吉爾區。 1871年至1881年，他在斯塔夫罗波尔中学学习，1881年进入圣彼得堡艺术学院學習。他用奥塞梯语创作诗歌。他还在俄语报纸上发表大量诗歌、故事和文章。
由于批评俄罗斯帝国政府，他一度被當局两次流放。